# Fausto Bacchetti
Fausto Bacchetti (* 12. Mai 1917 in Chieti; † 2000) war ein italienischer Diplomat.
Er war der Sohn von Teresa (geborene Vescovali) und Tito Bacchetti.
1950 heiratete er Amata Martorelli. Sie hatten eine Tochter.

## Studium
1938 schloss er ein Studium der Rechtswissenschaft an der Universität La Sapienza ab.

## Werdegang
Von 1944 bis 1946 war er Privatsekretär des stellvertretenden Premierministers.
1948 trat  er in den Auswärtigen Dienst. 
Von 1951 bis 1956 wurde er an der Botschaft in London beschäftigt.
Von 1952 bis 1964 wurde er beim Nordatlantikrat beschäftigt.
Von 1964 bis 1965 war er an der Botschaft in Paris beschäftigt.
1965 kehrte er als Stabschef des NATO-Generalsekretärs Manlio Giovanni Brosio zum Nordatlantikrat zurück, zunächst in Paris und nach dem französischen Beschluss, sich aus der NATO zurückzuziehen, bis 1971 in Brüssel.
Von 1971 bis 1974 war er Stellvertretender Direktor im Außenministerium in Rom.
Von 1974 bis 1978 war er Botschafter in Tel Aviv.
Von 1978 bis 1980 war er Ständiger Vertreter der italienischen Regierung bei der Organisation für wirtschaftliche Zusammenarbeit und Entwicklung
Von 1980 bis 1983 war er Botschafter in Wien.

## Veröffentlichungen
- La strategìa nucleare, Milano, Edizioni di Comunità, 1964, pp. 500, L. 4.500.[2]